# Apocyclops dimorphus
Apocyclops dimorphus är en kräftdjursart som först beskrevs av Andreas Kiefer 1934.  Apocyclops dimorphus ingår i släktet Apocyclops och familjen Cyclopidae. Inga underarter finns listade i Catalogue of Life.